# كامب فيردي (أريزونا)
كامب فيردي (بالإنجليزية: Camp Verde, Arizona)‏ هي بلدة تقع في مقاطعة يافاباي، أريزونا بولاية أريزونا في الولايات المتحدة. تبلغ مساحتها 110.3 (كم²)، وترتفع عن سطح البحر 959 م، بلغ عدد سكانها 10873 نسمة في عام 2007 حسب إحصاء مكتب تعداد الولايات المتحدة وتصل الكثافة السكانية فيها 85.7 نسمة/كم2.

## التركيبة السكانية
حدّد مكتب تعداد الولايات المتحدة بيانات التركيبة السكانية لكامب فيردي في تعداد الولايات المتحدة. في ما يلي، التركيبة السكانية حسب تعدادي 2000 و2010.

### تعداد عام 2000
بلغ عدد سكان كامب فيردي 9,451 نسمة بحسب تعداد عام 2000، وبلغ عدد الأسر 3,611 أسرة وعدد العائلات 2,537 عائلة مقيمة في البلدة. في حين سجلت الكثافة السكانية 84.6 نسمة لكل كيلومتر مربع (219.1/ميل2). وبلغ عدد الوحدات السكنية 3,969 وحدة بمتوسط كثافة قدره 35.5 لكل كيلومتر مربع (91.9/ميل2).
وتوزع التركيب العرقي للبلدة بنسبة 85.05% من البيض و0.35% من الأمريكيين الأفارقة و7.31% من الأمريكيين الأصليين و0.22% من الأمريكيين ذوي الأصول الآسيوية و0.14% من سكان جزر المحيط الهادئ و4.70% من الأعراق الأخرى و2.23% من عرقين مختلطين أو أكثر و10.94% من الهسبانيون أو اللاتينيون من أي عرق.
بلغ عدد الأسر 3,611 أسرة كانت نسبة 30.9% منها لديها أطفال تحت سن الثامنة عشر تعيش معهم، وبلغت نسبة الأزواج القاطنين مع بعضهم البعض 55.9% من أصل المجموع الكلي للأسر، ونسبة 9.8% من الأسر كان لديها معيلات من الإناث دون وجود شريك،  بينما كانت نسبة 4.6% من الأسر لديها معيلون من الذكور دون وجود شريكة وكانت نسبة 29.7% من غير العائلات. تألفت نسبة 24.3% من أصل جميع الأسر من عدة أفراد يعيشون في نفس المنزل ونسبة 11.8% كانت تتألف من شخص يعيش بمفرده يبلغ من العمر 65 عاماً أو أكثر. وبلغ متوسط حجم الأسرة المعيشية 2.52، أما متوسط حجم العائلات فبلغ 2.97.
بلغ العمر الوسطي للسكان 42.0 عاماً. وكانت نسبة 23.9% من القاطنين تحت سن الثامنة عشر، وكانت نسبة 7% بين الثامنة عشر والرابعة والعشرين عاماً، ونسبة 22.3% كانت واقعةً في الفئة العمرية ما بين الخامسة والعشرين والرابعة والأربعين عاماً، ونسبة 24.2% كانت ما بين الخامسة والأربعين والرابعة والستين، ونسبة 19.1% كانت ضمن فئة الخامسة والستين عاماً فما فوق. يوجد لكل 100 أنثى 98.5 ذكر، ويوجد لكل 100 أنثى في الثامنة عشر من عمرها فما فوق 96.4 ذكر.
بلغ متوسط دخل الأسرة في البلدة 31,868 دولارًا، أما متوسط دخل العائلة فبلغ 37,049 دولارًا. وكان متوسط دخل الذكور 30,104 دولارًا مقابل 20,306 دولارًا للإناث. وسجل دخل الفرد الخاص بالبلدة 15,072 دولارًا. وكانت نسبة 9.5% من العائلات ونسبة 14% من السكان تحت خط الفقر، وكان من هؤلاء نسبة 21.6% تحت سن الثامنة عشر ونسبة 6.1% في الخامسة والستين من العمر وما فوق.

### تعداد عام 2010
بلغ عدد سكان كامب فيردي 10,873 نسمة بحسب تعداد عام 2010، وبلغ عدد الأسر 4,088 أسرة وعدد العائلات 2,787 عائلة مقيمة في البلدة. في حين سجلت الكثافة السكانية 97.3 نسمة لكل كيلومتر مربع (252.0/ميل2). وبلغ عدد الوحدات السكنية 4,726 وحدة بمتوسط كثافة قدره 42.3 لكل كيلومتر مربع (109.6/ميل2).
وتوزع التركيب العرقي للبلدة بنسبة 81.72% من البيض و0.46% من الأمريكيين الأفارقة و7.25% من الأمريكيين الأصليين و0.42% من الأمريكيين ذوي الأصول الآسيوية و0.12% من سكان جزر المحيط الهادئ و5.92% من الأعراق الأخرى و4.11% من عرقين مختلطين أو أكثر و16.36% من الهسبانيون أو اللاتينيون من أي عرق.
بلغ عدد الأسر 4,088 أسرة كانت نسبة 28.9% منها لديها أطفال تحت سن الثامنة عشر تعيش معهم، وبلغت نسبة الأزواج القاطنين مع بعضهم البعض 50.4% من أصل المجموع الكلي للأسر، ونسبة 12.6% من الأسر كان لديها معيلات من الإناث دون وجود شريك،  بينما كانت نسبة 5.1% من الأسر لديها معيلون من الذكور دون وجود شريكة وكانت نسبة 31.8% من غير العائلات. تألفت نسبة 25.8% من أصل جميع الأسر من عدة أفراد يعيشون في نفس المنزل ونسبة 12.5% كانت تتألف من شخص يعيش بمفرده يبلغ من العمر 65 عاماً أو أكثر. وبلغ متوسط حجم الأسرة المعيشية 2.49، أما متوسط حجم العائلات فبلغ 2.97.
بلغ العمر الوسطي للسكان 44.0 عاماً. وكانت نسبة 22.3% من القاطنين تحت سن الثامنة عشر، وكانت نسبة 7.6% بين الثامنة عشر والرابعة والعشرين عاماً، ونسبة 21.3% كانت واقعةً في الفئة العمرية ما بين الخامسة والعشرين والرابعة والأربعين عاماً، ونسبة 29% كانت ما بين الخامسة والأربعين والرابعة والستين، ونسبة 19.8% كانت ضمن فئة الخامسة والستين عاماً فما فوق. وتوزع التركيب الجنسي للسكان بنسبة 51.3% ذكور و48.7% إناث.

## وصلات خارجية
- The US50 - Cities and Towns in Arizona State
- Arizona Cities and Towns, Facts, Map, Flag, Colleges, Government, and More